# Sebastián Pinto
Sebastián Pinto, né le 5 février 1986 à Santiago au Chili, est un footballeur international chilien. Il évolue au poste d'attaquant à l'Eskişehirspor Kulübü.

## Biographie

### En club
Le 27 novembre 2011, il inscrit un quadruplé avec le club d'O'Higgins, lors d'un match de championnat du Chili contre Huachipato. Malgré cela, le score se termine sur un nul de 4-4.
Avec le club turc de Bursaspor, il dispute quatre matchs en Ligue Europa, inscrivant trois buts. Il est l'auteur d'un doublé contre le club finlandais de Kuopin le 9 août 2012, puis marque un but contre le club néerlandais du FC Twente le 30 août.

### En équipe nationale
Sebastián Pinto reçoit cinq sélections et inscrit trois buts en équipe du Chili entre 2011 et 2013.
Il joue son premier match en équipe nationale le 21 décembre 2011, en amical contre le Paraguay. Il inscrit trois buts lors de ce match (victoire 3-2).
Sebastián Pinto dispute ensuite quatre matchs comptant pour les éliminatoires du mondial 2014.